# Jan Butrym
Jan Butrym herbu Topór , właściwie Butrym (ur. w XIV w., zm. 1426–1428) – bojar litewski, marszałek hospodarski (1412), adoptowany podczas unii horodelskiej (1413), namiestnik smoleński (1422), pierwszy znany z imienia właściciel Żyrmun .
Nosił nazwisko patronimiczne Sowiczewicz. Tytułował się mianem z Żyrmunów.

## Życiorys
Pierwsza wzmianka historyczna wspominająca Butryma pochodzi z końca XIV i początku XV wieku, kiedy to wymieniony jest pośród innych bojarów, poręczających za niejakiego Bratoszę Kujlutowicza. Butrym występuje tam wraz ze swoim nazwiskiem patronimicznym Sowiczewicz.
W 1407 roku występuje w źródłach historycznych bez żadnych godności. W 1410 r. wszedł w skład poselstwa króla Władysława II Jagiełły do czeskiej Pragi . W 1412 roku zjawia się pełniąc urząd marszałka hospodarskiego Witolda Kiejstutowicza, który sprawuje już do końca życia.

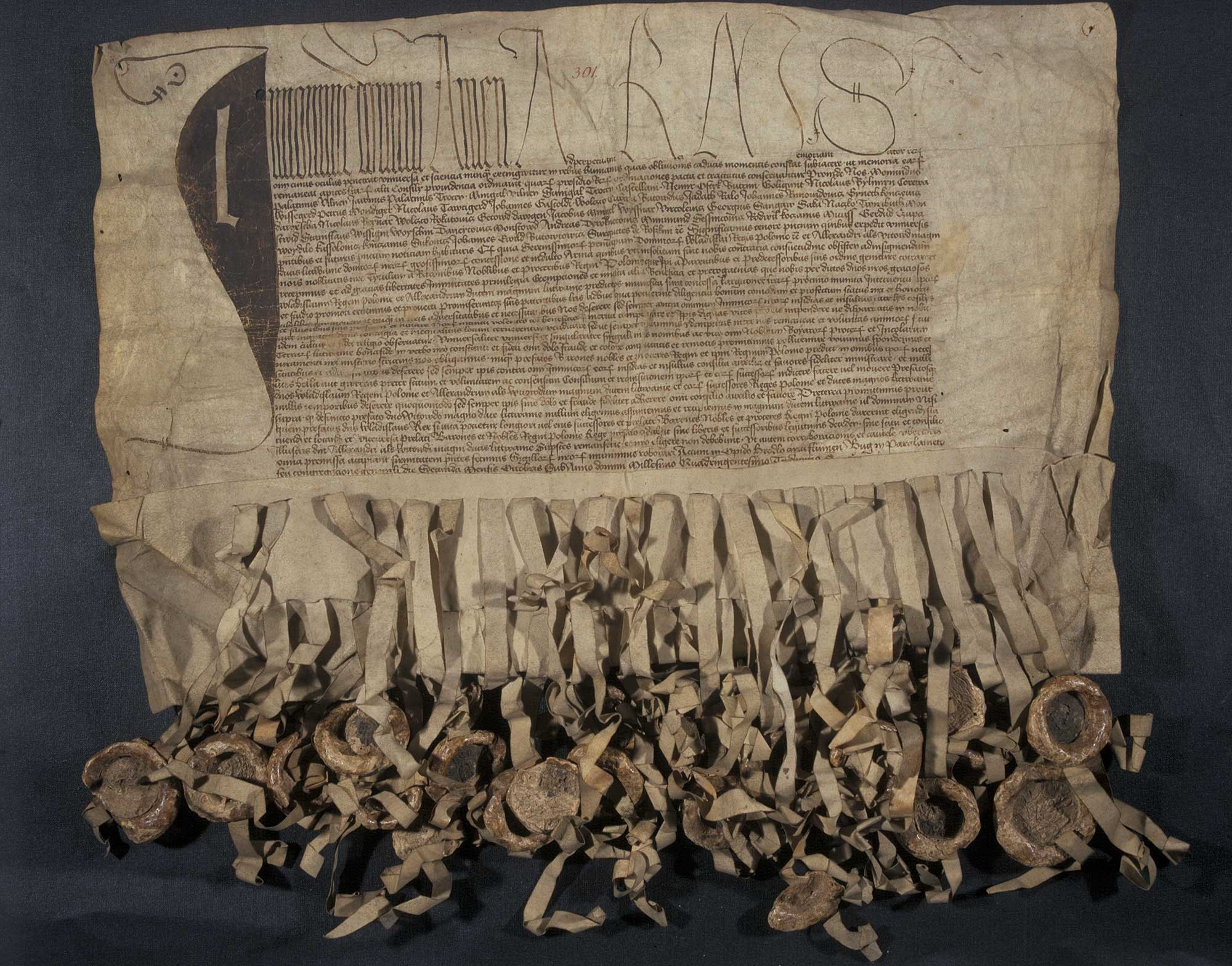
Dokument unii horodelskiej z 1413 roku z przyczepionymi pieczęciami

W 1413 roku podczas unii horodelskiej doszło do przyjęcia przez polskie rodziny szlacheckie, bojarów litewskich wyznania katolickiego (tzw. adopcja herbowa). Jednym z ważniejszych dowodów tamtego wydarzenia jest istniejący do dziś dokument, do którego przyczepione są pieczęcie z wizerunkami herbów szlacheckich.

W dokumencie tym pojawia się również Butrym, który został adoptowany przez przedstawicieli Toporczyków. Przywiesza on swą pieczęć z herbem Topór do aktu unii, w którego otoku znajduje się gotycki zapis:

† ∙ 𝖘𝖔∙𝖎𝖔𝖇𝖎𝖘 ∙ [𝖇𝖚]𝖙𝖗𝖎𝖒 [𝖇𝖊 ∙ 𝖟] 𝖎𝖗𝖒𝖚𝖓𝖎∙

W 1414 roku, uczestnicząc w wyprawie na Prusy, dostał się do niewoli krzyżackiej pod zamkiem Holland. Dwa lata później, w roku 1416, wszedł w skład poselstwa króla Władysława II Jagiełły do Złotej Ordy, a w 1418 roku stał na czele orszaku w. ks. Witolda, który towarzyszył delegatom Soboru Konstancjańskiego, udającym się na Litwę. 
Na urzędzie namiestnika (starosty) smoleńskiego pojawia się w dokumentach historycznych w 1422 roku. 
Data śmierci Jana Butryma nie jest nam znana. Pewnym jest, że nie jest nam znany żaden dokument historyczny po 1426 roku, który by zawierał o nim jakiekolwiek informacje. Ważnym faktem jest również to, że w 1428 roku nie pełni już funkcji marszałka nadwornego litewskiego, albowiem rolę tę przejął jego syn, Jerzy. Należy więc z całą stanowczością stwierdzić, że Jan Butrym zmarł między 1426 a 1428 rokiem.

### Życie prywatne
W pierwszej wzmiance dotyczącej Jana Butryma, występuje on wraz ze swoim nazwiskiem patronimicznym, czyli nazwiskiem utworzonym na podstawie imienia ojca. Były one w czasach ówczesnych bardzo popularne w Wielkim Księstwie Litewskim. Nazwisko to było zapisane jako Sowiczewicz, co wskazuje na to, że jego ojciec miał na imię Sowicz. Jak się okazuje, Sowicz również jest nazwiskiem patronimicznym, co oznacza, że imię ojca Butryma jest niewiadome. Polski historyk, Władysław Semkowicz, twierdzi, że zarówno omawiany Butrym jak i jego ojciec nosili to samo imię. Wychodzi na to, że Jan Butrym miał ojca Butryma Sowicza, którego ojcem był niejaki Sowa.
Władysław II Jagiełło kazał stracić ojca Jana Butryma w 1382 roku, podejrzewając go o zabójstwo swego zausznika o imieniu Wojdyło.
Posiadłość gniazdowa, Żyrmuny (Zermoni, Zirmuni), która od 1413 roku udaje się odnaleźć jako figurująca w rękach jego rodziny, leży pod Lidą. Niedaleko od niej, jeszcze w XX wieku, spotykamy osadę Butrymy, a parę kilometrów dalej znajduje się również miejscowość Butrymańce. Okolica ta jest gniazdem omawianej rodziny.

## Genealogia
Genealogia rodzinna została utworzona na podstawie fragmentu Władsyława Semkowicza w Rocznikach Polskiego Towarzystwa Heraldycznego we Lwowie.
| Sowa | Sowa | Sowa | Sowa | Sowa | Sowa |  |  | Butrym Sowicz | Butrym Sowicz | Butrym Sowicz | Butrym Sowicz | Butrym Sowicz | Butrym Sowicz |  |  | Jan Butrym | Jan Butrym | Jan Butrym | Jan Butrym | Jan Butrym | Jan Butrym |  |  |  |  |
| Sowa | Sowa | Sowa | Sowa | Sowa | Sowa |  |  | Butrym Sowicz | Butrym Sowicz | Butrym Sowicz | Butrym Sowicz | Butrym Sowicz | Butrym Sowicz |  |  | Jan Butrym | Jan Butrym | Jan Butrym | Jan Butrym | Jan Butrym | Jan Butrym |  |  |  |  |